# Heiner Schmidt
Heiner Schmidt (* 6. April 1926 in Breslau; † 5. August 1985) war ein deutscher Schauspieler, Sprecher und Regisseur.

## Leben
Er studierte von 1949 bis 1953 Jura an der Albert-Ludwigs-Universität Freiburg im Breisgau, war Mitbegründer und künstlerischer Leiter am dortigen Wallgraben-Theater. Er spielte u. a. den Pozzo in Samuel Becketts Warten auf Godot.
Schmidt spielte einige Rollen in Loriots Sendung  Cartoon (1967–1972) und war an Loriots Telecabinet beteiligt. Bekannt wurde er in der zweiten Hälfte der 1970er Jahre aber vor allem durch die Mitwirkung in sketchartigen Kurzfilmen der Serie Loriot, etwa in Schmeckt’s?, Der Wähler fragt oder Filmanalyse, in denen er spröde, trocken-strenge Typen mimte.

## Hörspiele (Auswahl)
- 1965: Kay Hoff: Konzert an vier Telefonen (Journalist) – Regie: Horst Loebe (Hörspiel – SR/RB)
- 1965: Ingmar Bergman: Die Stadt - Regie: Heinz von Cramer
- 1966: Ilse Aichinger: Die größere Hoffnung – Regie: Hans Bernd Müller (Hörspiel – SR)
- 1966: Hans Rothe: Bei Stimming am Wannsee (Heinrich von Kleist) – Regie: Hans Bernd Müller (Originalhörspiel – NDR)
- 1968: Alain Franck: Edwards Neffen – Regie: Klaus Groth (Kriminalhörspiel – SR)
- 1968: Arthur Sellings: In Vertretung... (Roboter Dee) – Regie: Hans Gerd Krogmann (WDR)
- 1968: Gabrielle Faure: Die rote Stadt (Jacques Valtier) – Regie: Horst H. Vollmer (Hörspiel – HR)
- 1969: Herbert Franke: Zarathustra kehrt zurück – Regie: Andreas Weber-Schäfer
- 1975: Raymond Ragan Butler: Lachen ist gut für die Seele – Regie: Peter Michel Ladiges (SWF)
- 1983: Gert Hofmann: Auf dem Turm (Erzähler) – Regie: Hans-Ulrich Minke (Hörspiel – RIAS)